# Atanycolus lateropus
Atanycolus lateropus är en stekelart som först beskrevs av Thomson 1892.  Atanycolus lateropus ingår i släktet Atanycolus, och familjen bracksteklar. Arten är reproducerande i Sverige.